# مجموعة بي إم جي
إن مجموعة بي إم جي، هي عبارة عن شركة تابعة مملوكة بشكل كلي إلى المؤسسة الطبية البريطانية. تأسست المجموعة في عام 1840، حيث نشرت الطبعة الأولى للمجلة الطبية البريطانية. وقد أضحت الآن منظمة تجارية كاملة يبلغ عدد موظفيها 38 موظفا متواجدين في مناطق مختلفة حول العالم.
جاء في بيان مهمة البي إم جي:

«لنقود النقاش حول الرعاية الصحية ومنح الابتكار، والدليل المفيد المستند على المعرفة، والممارسة والتعليم الأفضل للأطباء، والباحثين والمرضى عندما ومتى يحتاجون إلى ذلك.» 

إن مجموعة بي إم جي هي ناشر أكاديمي عالمي تقدم طيفا واسعا من منتجات الطب المستند على الأدلة، سواء من خلال المطبوعات، أو على شبكة الإنترنت، أو حتى من خلال الأحداث التي تقيمها، والتي تعرض للمجتمع الطبي نظام دعم معلوماتي شامل يحسن من نتيجة المريض والقرارات التي يتخذها الناس في كل يوم. علاوة على ذلك، تقدم الشركة العديد من المنتجات الأخرى لكل من الأطباء، مثل وظائف بي ام جي، وتعليم بي ام جي.
وإضافة إلى ذلك، فإن منتجات وخدمات مجموعة بي ام جي تمتد لتشمل تقديم الحقوق والرخص، كما أنها تستهدف فرص الإعلان والرعاية لشركات الدواء والرعاية الطبية، والموظفين، فضلا عن المجتمع الطبي بشكل عام.

## وصلات إضافية
- الموقع الرسمي